# Myoviren

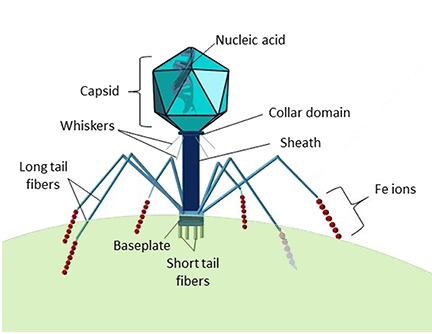
Typisches Aussehen eines Virusteilchens mit Myoviren-Morphologie, sheath: Schwanzscheide, baseplate: Basisplatte

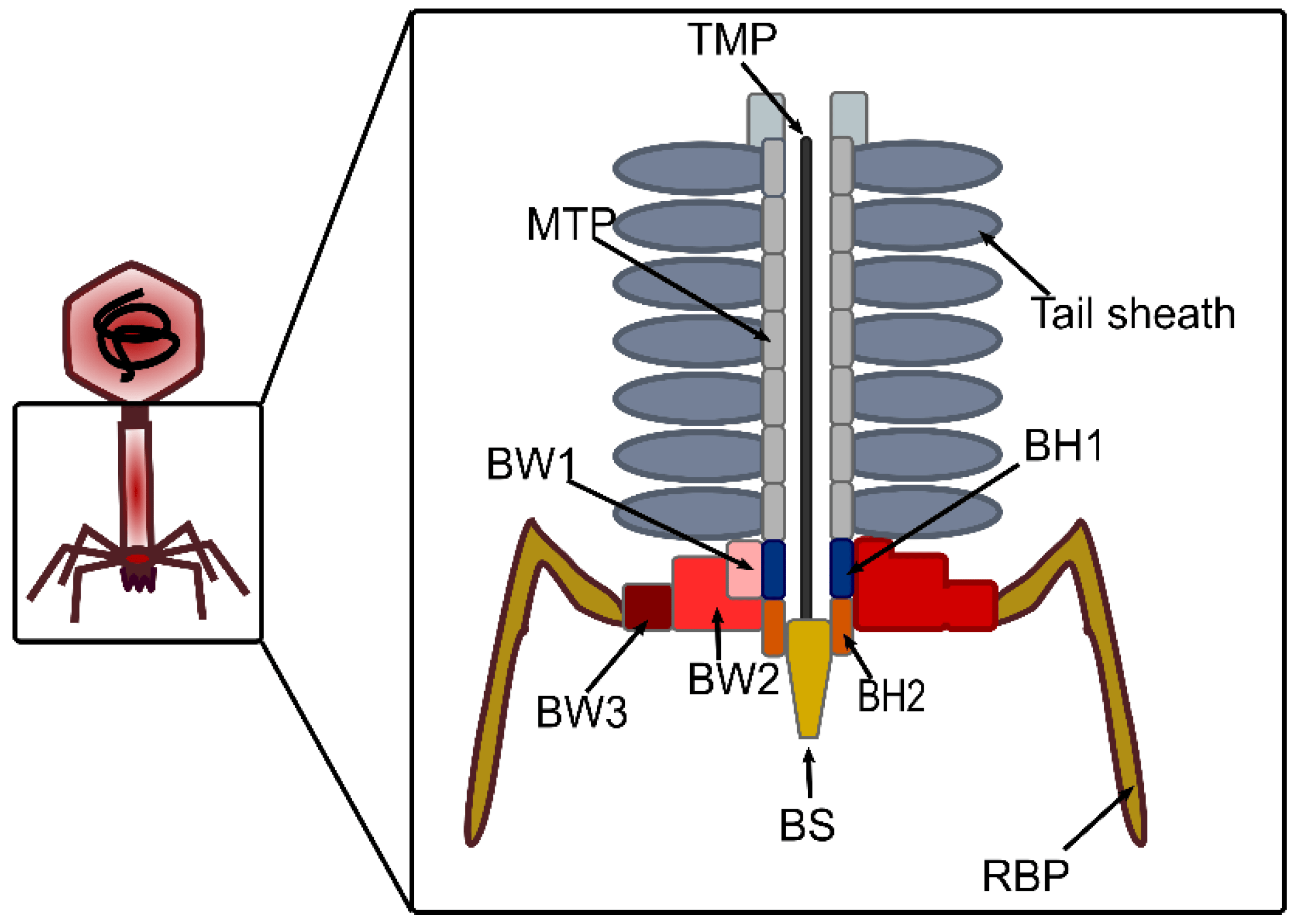
Detailzeichnung im Fall eines Bakteriophage vom Morphotyp der Myoviren mit kontraktilem Schwanzeil

Die morphologisch begründete (nicht-taxonomische) Gruppe der Myoviren (englisch myoviruses, früher auch Morphotyp A genannt) umfasst eine Reihe von Familien, Unterfamilien und Gattungen von Viren mit einem linearen Molekül doppelsträngiger DNA (dsDNA) als Genom.
Die Myoviren werden unterteilt in Subtypen: 1: Kopf ohne „Fühler“, aber kurze Anhängsel am Schwanz; 2: kragenartige Struktur zwischen Kopf und Schwanz und kurze Anhängsel am Schwanz.
Alle Mitglieder gehören zur Klasse der Caudoviricetes („Schwanzviren“ – Viren mit Kopf-Schwanz-Struktur): Ihre Mitglieder besitzen ein  ikosaedrisches Kapsid und ein Schwanzteil; wegen dessen kontraktiler Eigenschaft leitet sich der Gruppenname von griechisch μυός myos, deutsch ‚Muskel‘ ab.
Als Wirte dienen Prokaryoten, meist Bakterien (Bakteriophagen), aber teilweise auch Archaeen.
Innerhalb der Klasse Caudoviricetes zeichnen sich die Myoviren außerdem durch besonders große, teilweise langgestreckte Kapside (z. B. T4-Phage: 111 × 78 nm) und ein sehr großes Genom (34–169 kBp) aus (siehe Riesenphagen). Der wichtigste Vertreter ist der schon früh entdeckte T4-Phage (Spezies Enterobacteria-Virus T4, Gattung Tequatrovirus), dessen besondere Morphologie und genetische Eigenschaften in der molekularbiologischen Forschung eine herausragende Rolle spielte. Die von diesem Phagen abgeleitete T4-DNA-Ligase findet heute noch Verwendung in der Molekularbiologie. Weitere Mitglieder von Bedeutung sind
der Vibrio-Phage KVP40 (Spezies Vibrio-Virus KVP40, Gattung Schizotequatrovirus),
der Pseudomonas-Phage phiKZ (Spezies Pseudomonas-Virus phiKZ, Gattung Phikzvirus),
der Bakteriophage P1 (Spezies Escherichia-Virus P1, Gattung Punavirus, siehe P1 Artificial Chromosome)
u. a.
Die Gruppe galt lange Zeit als ein Virustaxon im Rang einer Virusfamilie mit der Bezeichnung Myoviridae.
Im März 2021 wurde vorgeschlagen, diese Familie mitsamt der Ordnung Caudovirales wegen fehlender Monophylie aufzulösen und (wie damals bereits z. T. geschehen) durch neu zu schaffende Familien zu ersetzen, damit neue Ergebnisse aus der Metagenomik in die Taxonomie aufgenommen werden können.
Das International Committee on Taxonomy of Viruses (ICTV) hat dem im März 2022 entsprochen.
Gemäß Vorschlag bleibt die Bezeichnung „Myoviren“ (englisch myoviruses) aber als informeller Sammelbegriff morphologisch ähnlicher Prokaryotenviren mit einem linearen Doppelstrang-DNA-Genom erhalten.

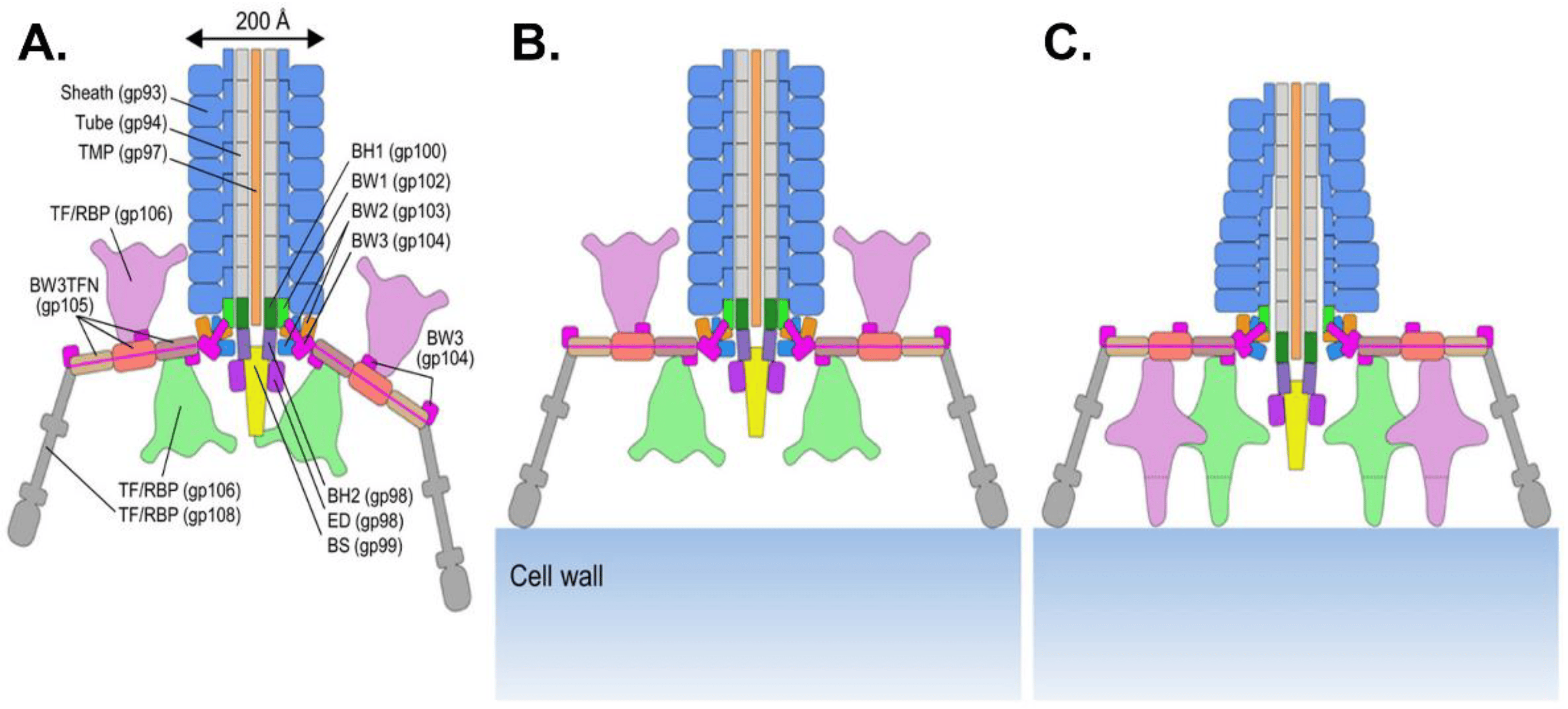
Listeria-Phage A511 (Herelleviridae): Aufbau der Basisplatte und Veränderung während der Absorption an der Zellwand des Wirtsbalterium.

## Systematik

Generische Schemazeichnung eines Virions des Familien Ackermannviridae und Chaseviridae

Die folgende Systematik nach ICTV mit Stand 3./7. März 2025. umfasst nicht immer alle Spezies der aufgeführten Gattungen:
Nicht-taxonomische Gruppe Myoviren (en. myoviruses, auch Caudoviricetes „Morphotyp A“) – zu unterschiedlichen Details der Morphologie siehe Schemazeichnungen (Quelle: SIB: ViralZone, Expasy)
- Ordnung Grandevirales (provisorisch auch „Caudoviricetes code 15 Clade“,[6] zur Jumbo-Phagen-Gruppe 1[7]) – vom Morphotyp Myoviren[8][9][10]
  - Familie Epsomviridae
  - Familie Lakviridae

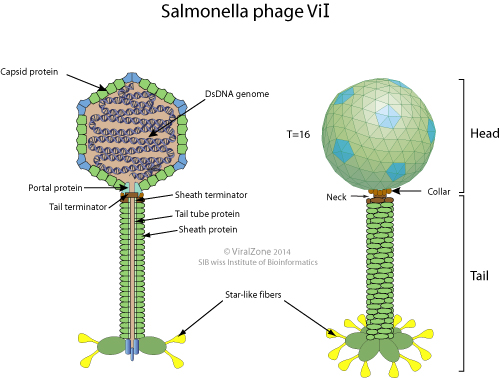
Schemazeichnung des Salmonella-Phagen Vil, Gattung Kuttervirus, Familie Ackermannviridae

- Ordnung Pantevenvirales (eingerichtet mit MSL#40v1 am 3. März 2025)[11]

- Familie Ackermannviridae
- Familie Kyanoviridae – eine Familie von Cyanophagen mit Gattung Acionnavirus, ehem. Myoviridae
- Familie Straboviridae

- Ordnung Thumleimavirales (Archaeen-Viren mit Kopf-Schwanz-Struktur mit Myo- und Siphoviren-Morphologie, hier nur die Myoviren-Familien)[13]

- Familie Hafunaviridae (Myoviren)
- Familie Halomagnusviridae (Myoviren)
- Familie Soleiviridae (Myoviren)

- Myoviren ohne aktuelle Ordnungszuweisung

- Familie Andersonviridae

- Familie Arenbergviridae

- Gattung Wroclawvirus

- Spezies Wroclawvirus PA5oct, mit Pseudomonas-Phage vB_PaeM_PA5oct alias Pseudomonas-Phage PA5oct oder Pseudomonas-Myophage vB_PaeM_PA5oct
- Spezies „Pseudomonas phage Callisto“ („Pseudomonas-Phage Callisto“)
- Spezies „Pseudomonas phage Cassandra“ („Pseudomonas-Phage Cassandra“)
- Spezies „Pseudomonas phage Deifobo“ („Pseudomonas-Phage Deifobo“)
- Spezies „Pseudomonas phage Ettore“ („Pseudomonas-Phage Ettore“)
- Spezies „Pseudomonas phage Paride“ („Pseudomonas-Phage Paride“)

- Familie Berryhillviridae

- Familie Chaseviridae

- Familie Chimalliviridae

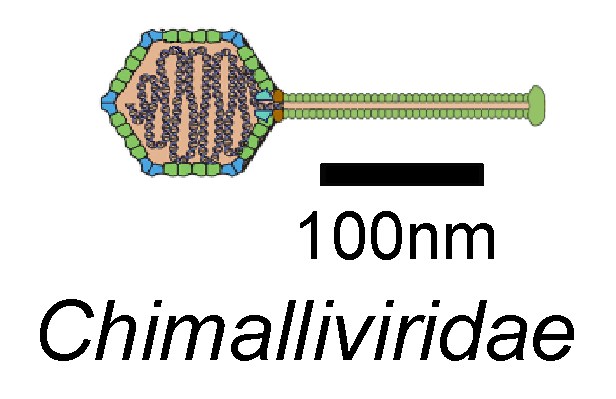
Schemazeichnung

- Familie Connertonviridae – hochgestufte frühere Unterfamilie Eucampyvirinae

- Gattung Firehammervirus (früher Cp220virus, Cp220likevirus, Cp220-ähnliche Viren)
  - Spezies Firehammervirus CJLB12, mit Campylobacter-Phage CJLB-12
  - Spezies Firehammervirus CJLB14, mit Campylobacter-Phage CJLB-14
  - Spezies Firehammervirus CJLB15, mit Campylobacter-Phage CJLB-15
  - Spezies Firehammervirus CP21 (Campylobacter-Virus CP21)
  - Spezies Firehammervirus CP220 (Campylobacter-Virus CP220), mit Campylobacter-Phage CP220
  - Spezies Firehammervirus CPt10 (Campylobacter-Virus CPt10)
  - Spezies Firehammervirus F379 (Campylobacter-Phage F379)
  - Spezies „Campylobacter virus IBB35“ („Campylobacter-Virus IBB35“), mit Campylobacter-Phage vB_CcoM-IBB_35

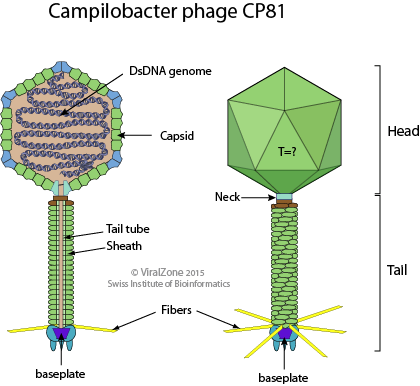
Schemazeichnung eines Virions der Gattung Fletchervirus (Campylobacter-Phage CP81) mit Schwanzfibern. Bei der Schwestergattung Firehammervirus (Campylobacter-Phage CP220) sind diese nicht sicher vorhanden, vgl. Zeichnung oben Ackermannviridae

- Gattung Fletchervirus (13 Spezies, früher Cp8virus,  Cp8unalikevirus)
  - Spezies Fletchervirus CP81 (Campylobacter-Virus CP81), mit Campylobacter-Phage CP81
  - Spezies Fletchervirus CP30A (Campylobacter-Virus CP30A)
  - Spezies Fletchervirus CPX (Campylobacter-Virus CPX)
  - Spezies Fletchervirus Los1 (Campylobacter-Virus Los1)
  - Spezies Fletchervirus NCTC12673 (Campylobacter-Virus NCTC12673)
  - Spezies Fletchervirus PC5, mit Campylobacter-Phage PC5
  - Spezies Fletchervirus QDYZ, mit Campylobacter-Phage vB_Cj_QDYZ

- Familie Herelleviridae

- Familie Lindbergviridae

Schemazeichnung des Staphylococcus-Phagen Twort, Gattung Twortvirus; gleich mit Bacillus-Phage SPO1, Gattung Okobuvirus; beide Familie Herelleviridae

- Familie Peduoviridae (ehemalige Myoviridae-Unterfamilie Peduovirinae)

- Familie Vandenendeviridae

- Familie Vertoviridae

- Familie Winoviridae (2 Gattungen)
  - ohne zugewiesene Unterfamilie

- Gattung Peternellavirus
  - Spezies Peternellavirus peternella, mit Winogradskyella-Phage Peternella_1

- Gattung Pippivirus
  - Spezies Pippivirus lotta, mit Flavobacterium-Phage vB_FspM_lotta8-1 und Flavobacterium-Phage vB_FspM_lotta8-2
  - Spezies Pippivirus pippi, mit Flavobacterium-Phage vB_FspM_pippi8-1

- keiner Familie zugeordnet:

- Unterfamilie Ceeclamvirinae

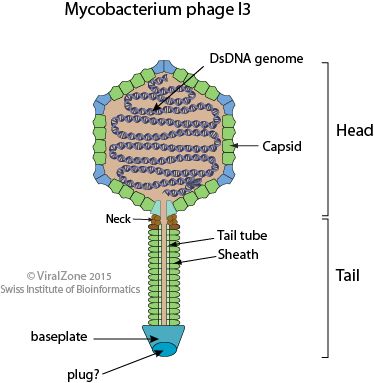
Virion des Mycobacterium-Phagen I3 (Gattung Bixzunavirus, Unterfamilie Ceeclamvirinae).

- Gattung Bixzunavirus (früher Bxzunalikevirus, Bxz1virus, I3likevirus, I3-like viruses, I3-ähnliche Viren)
  - Spezies Bixzunavirus alice
  - Spezies Bixzunavirus astraea
  - Spezies Bixzunavirus bigswole
  - Spezies Bixzunavirus Bxz1 (Mycobacterium-Virus Bxz1), mit Mycobacterium-Phage Bxz1, Mycobacterium-Phage Cali, Mycobacterium-Phage Catera, Mycobacterium-Phage Rizal, Mycobacterium-Phage ScottMcG, Mycobacterium-Phage Spud
  - Spezies Bixzunavirus cane17
  - Spezies Bixzunavirus charlieB
  - Spezies Bixzunavirus dandelion
  - Spezies Bixzunavirus hyro
  - Spezies Bixzunavirus I3 (Mycobacterium-Virus I3), mit Mycobacterium-Phage I3
  - Spezies Bixzunavirus lukilu
  - Spezies Bixzunavirus mangeria
  - Spezies Bixzunavirus nappy
  - Spezies Bixzunavirus noodletree
  - Spezies Bixzunavirus qbert
  - Spezies Bixzunavirus quasimodo
  - Spezies Bixzunavirus sauce
  - Spezies Bixzunavirus sebata
  - Spezies Bixzunavirus tonenili
  - Spezies „Mycobacterium-Phage ChickenPhender“  (en. „Mycobacterium phage ChickenPhender)“ (Vorschlag)
  - Spezies „Mycobacterium-Phage Nidhogg“ (en. „Mycobacterium phage Nidhogg“) (Vorschlag, wohl zu unterscheiden von Asgardviren mit vorgeschlagener Bezeichnung Nidhogg-Viren, en. Nidhogg viruses)
  - Spezies „…“ (weitere Vorschläge)

- Gattung Myrnavirus
  - Spezies Myrnavirus myrna (Mycobacterium-Virus Myrna), mit Mycobacterium-Phage Myrna
  - Spezies Myrnavirus phabba, mit Mycobacterium-Phage Phabba

- Unterfamilie Iiscvirinae

- Gattung Aryavirus
  - Spezies Aryavirus arya, mit Enterobacter-Phage Arya

- Gattung Jilinvirus (früher Cvm10virus, zu ehem. Familie Myoviridae)
  - Spezies Jilinvirus ECOO78, mit Escherichia phage vB_EcoM_ECOO78
  - Spezies Jilinvirus ep3, mit Escherichia phage vB_EcoM-ep3

- Unterfamilie Jameshumphriesvirinae

- Gattung Bimevirus (abgetrennt von Jedunavirus)
  - Spezies Bimevirus bv1611EK21
  - Spezies Bimevirus IME346, mit Klebsiella-Phage vB_KpnM_IME346
  - Spezies Bimevirus KB2

- Gattung Chaoyangvirus
  - Spezies Chaoyangvirus BUCT49532, mit Klebsiella-Phage BUCT_49532

- Gattung Geezettvirus
  - Spezies Geezettvirus geezett, mit Klebsiella-Phage Geezett

- Gattung Jedunavirus, früher zur ehem. Familie Myoviridae
  - Spezies Jedunavirus JD001, mit Klebsiella-Phage JD001

- Gattung Mascletvirus
  - Spezies Mascletvirus VLCpiM12a, mit Klebsiella-Phage VLCpiM12a

- Gattung Parissaclayvirus
  - Spezies Parissaclayvirus POU148, mit Klebsiella-Phage vB_KpnM_15-38_KLPPOU148

- Gattung Peatvirus
  - Spezies Peatvirus peat2, mit Pectinobacterium-Phage PEAT2

- Gattung Ringroadvirus
  - Spezies Ringroadvirus BUCT47333, mit Klebsiella-Phage BUCT_47333

- Gattung Sircambvirus
  - Spezies Sircambvirus FZ14, mit Klebsiella-Phage vB_KpnM_FZ14
  - Spezies Sircambvirus justaphage, mit Klebsiella-Phage vB_KpnM_JustaPhage
  - Spezies Sircambvirus KpV52, mit Klebsiella-Phage vB_KpnM_KpV52
  - Spezies Sircambvirus KpV79, mit Klebsiella-Phage vB_KpnM_KpV79
  - Spezies Sircambvirus MEW1, mit Klebsiella-Phage MEW1
  - Spezies Sircambvirus pKp383, mit Klebsiella-Phage pKp383

- Gattung Zewailvirus
  - Spezies Zewailvirus SBP, mit Klebsiella-Phage SBP
  - Spezies Zewailvirus ZCEC13, mit Escherichia-Phage ZCEC13

- Unterfamilie Kantovirinae

- Gattung Beograduvirus
  - Spezies Beograduvirus KPhi1
  - Spezies Beograduvirus Xaf18

- Gattung Tsukubavirus
  - Spezies Tsukubavirus OP2 (Xanthomonas-Virus OP2, früher in Gattung Naesvirus)
  - Spezies Tsukubavirus XPP1
  - Spezies Tsukubavirus XPV1

- Unterfamilie Stephanstirmvirinae

- Gattung Justusliebigvirus
  - Spezies Justusliebigvirus alia, mit Escherichia-Phage alia
  - Spezies Justusliebigvirus muut, mit Escherichi-Phage muut
  - Spezies Justusliebigvirus PD06, mit Escherichia-Phage vB_vPM_PD06
  - Spezies Justusliebigvirus PHB05, mit Escherichia-Phage vB_EcoM_PHB05
  - Spezies Justusliebigvirus phi92, mit Enterobacteria-Phage phi92
  - Spezies Justusliebigvirus VEcB, mit Escherichia-Phage VEcB

- Gattung Phapecoctavirus (13 Spezies)
  - Spezies Phapecoctavirus anhysbys, mit Escherichia-Phage anhysbys
  - Spezies Phapecoctavirus Mt1B1P17
  - Spezies Phapecoctavirus nepoznato
  - Spezies Phapecoctavirus nieznany
  - Spezies Phapecoctavirus Ro121c4YLVW
  - Spezies Phapecoctavirus TSP7
  - Spezies Phapecoctavirus tuntematon
  - Spezies Phapecoctavirus ukendt
  - Spezies  Escherichia phage ESCO13 (Escherichia-Phage ESCO13)
  - Spezies Escherichia virus ESCO5 (Escherichia-Virus ESCO5)
  - Spezies Escherichia virus phAPEC8 (Escherichia-Virus phAPEC8)
  - Spezies Escherichia virus Schickermooser (Escherichia-Virus Schickermooser)
  - Spezies Klebsiella virus ZCKP1 (Klebsiella-Virus ZCKP1)

- Unterfamilie Vequintavirinae

- Gattung Avunavirus
  - Spezies Avunavirus Av05 (Escherichia-Virus Av05)

- Gattung Certrevirus (früher Cr3virus)
  - Spezies Certrevirus CR3 (Cronobacter-Virus CR3)
  - Spezies Certrevirus CR8 (Cronobacter-Virus CR8)
  - Spezies Certrevirus CR9 (Cronobacter-Virus CR9)
  - Spezies Certrevirus PBES02, mit Cronobacter-Phage PBES 02
  - Spezies Certrevirus phiTE, mit Pectobacterium-Phage phiTE

- Gattung Henunavirus
  - Spezies Henunavirus hena1 (Erwinia-Virus Hena1)
  - Spezies Henunavirus SNUABM01 (Erwinia-Virus SNUABM01)

- Gattung Mydovirus (Klebsiella-Phagen bis auf Mydo selbst, 6 Spezies)
  - Spezies Mydovirus KpS8, mit Klebsiella-Phage KpS8
  - Spezies Mydovirus mydo (Proteus-Virus Mydo)

- Gattung Septuagintavirus
  - Spezies Septuagintavirus A73, mit Escherichia-Phage A73
  - Spezies Septuagintavirus sv54, mit Escherichia-Phage 5_4

- Gattung Seunavirus (früher Se1virus)
  - Spezies Seunavirus 4MG, mit Escherichia-Phage 4MG
  - Spezies Seunavirus GAP31, mit Cronobacter-Phage vB_CsaM_GAP31
  - Spezies Seunavirus PVPSE1 (Salmonella-Virus PVPSE1), mit Salmonella-Phage PVP-SE1
  - Spezies Seunavirus SSE121, mit Salmonella-Phage SSE121

- Gattung Vequintavirus (36 Spezies, früher V5virus, Rv5likevirus, rV5-like viruses)
  - Spezies Vequintavirus A512, mit Escherichia-Phage A51.2
  - Spezies Vequintavirus alexboehm, mit Escherichia-Phage AlexBoehm
  - Spezies Vequintavirus APECc02 (Escherichia-Virus APECc02)
  - Spezies Vequintavirus Aya (Vequintavirinae sp. EcoIv14a_Aya)
  - Spezies Vequintavirus drschubert, mit Escherichia-Phage DrSchubert
  - Spezies Vequintavirus eduardkellenberger, mit Escherichia-Phage EduardKellenberger
  - Spezies Vequintavirus emilheitz, mit Escherichia-Phage EmilHeitz
  - Spezies Vequintavirus FFH2 (Escherichia-Virus FFH2)
  - Spezies Vequintavirus FV3 (Escherichia-Virus FV3), mit Escherichia-Phage vB_EcoM_FV3
  - Spezies Vequintavirus gotham, mit Escherichia-Phage vB_EcoM_Gotham
  - Spezies Vequintavirus JES2013 (Escherichia-Virus JES2013)
  - Spezies Vequintavirus maxburger, mit Escherichia-Phage MaxBurger
  - Spezies Vequintavirus murica (Escherichia-Virus Murica)
  - Spezies Vequintavirus navn, mit Escherichia-Phage navn
  - Spezies Vequintavirus nom, mit Escherichia-Phage nom
  - Spezies Vequintavirus nomine, mit Escherichia-Phage nomine
  - Spezies Vequintavirus pangalan, mit Escherichia-Phage pangalan
  - Spezies Vequintavirus slur16 (Escherichia-Virus)
  - Spezies Vequintavirus sophiarose, mit Escherichia-Phage vB_EcoM_SophiaRose
  - Spezies Vequintavirus V5 (Escherichia-Virus V5), mit Escherichia-Phage rV5
  - Spezies Vequintavirus V18 (Escherichia-Virus V18)
  - Spezies Vequintavirus waltergehring, mit Escherichia-Phage WalterGehring

- small myoviruses (auch dwarf myoviruses, φPLPE-like phages, französisch myovirus nains, Plpelikevirus-Gruppe, Myovirus-Mu-ähnliche Phagen – informelle Gruppe kleiner Myoviren)

- Gattung Iodovirus
  - Spezies Iodovirus PLPE (Iodobacter-Virus PLPE), mit Iodobacter-Phage phiPLPE

- Gattung Popoffvirus
  - Spezies Popoffvirus pv56 (Aeromonas-Virus 56), mit Aeromonas-Phage 56, Akronym φPLPE, früher in Plpelikevirus alias Dwarf myoviruses

- keiner Gattung zugeordnet
  - Spezies „Haemophilus phage Aaphi23“ („Haemophilus-Phage Aaphi23“, „Aggregatibacter-Phage Aaphi23“, alias „Bacteriophage Aaphi23“, Akronym AaΦ23, vorgeschlagen)
  - Spezies „Bdellovibrio phage phi1402“ („Bdellovibrio phage phi1402“, „Bdellovibrio-Phage phi1402“)
  - Spezies „Bdellovibrio phage phi1422“ („Bdellovibrio-Phage phi1422“)
  - Spezies „Pectobacterium phage ZF40“ („Pectobacterium-Phage ZF40“)
  - Spezies „Vibrio phage vB_VchM-138“ („Vibrio-Phage vB_VchM-138“, „Vibrio-Phage 138“), zu unterscheiden von „Vibrio phage 1.138.O._10N.261.48.A1“ („Vibrio phage 1.138.O._10N.261.48.A1“), unbekannter Morphotyp
  - Spezies „Vibrio phage CP-T1“ („Vibrio-Phage CP-T1“)
  - Spezies „Yersinia phage PY100“ („Yersinia-Phage PY100“)

- weitere Vertreter, keiner Unterfamilie zugeordnet:

- Gattung Abouovirus
  - Spezies Abouovirus abouo (Brevibacillus-Virus Abouo)
  - Spezies Abouovirus davies (Brevibacillus-Virus Davies)

- Gattung Alcyoneusvirus
  - Spezies Alcyoneusvirus K641 (Klebsiella-Virus K64-1)
  - Spezies Alcyoneusvirus RaK2 (Klebsiella virus RaK2)

- Gattung Alexandravirus (Erwinia-Phagen bis auf A. AD1)
  - Spezies Alexandravirus AD1, mit Dickeya-Phage vB_DsoM_AD1
  - Spezies Alexandravirus alexandra (Erwinia-Virus Alexandra)
  - Spezies Alexandravirus SNUABM1
  - Spezies Alexandravirus SNUABM2
  - Spezies Alexandravirus SNUABM3
  - Spezies Alexandravirus SNUABM16
  - Spezies Alexandravirus SNUABM17
  - Spezies Alexandravirus SNUABM22
  - Spezies Alexandravirus SNUABM30
  - Spezies Alexandravirus SNUABM32
  - Spezies Alexandravirus SNUABM33
  - Spezies Alexandravirus SNUABM35

- Gattung Anamdongvirus
  - Spezies Anamdongvirus LBR48 (Lactobacillus-Virus LBR48)

- Gattung Aokuangvirus
  - Spezies Aokuangvirus SCBWM1 (Synechococcus virus SCBWM1), mit Synechococcus-Phage S-CBWM1 (zu den Cyanophagen)

- Gattung Asteriusvirus
  - Spezies Asteriusvirus av121Q (Escherichia-Virus 121Q), mit Coliphage 121Q alias Escherichia phage 121Q – Jumbo-Phage mit haarähnlichen Fasern
  - Spezies Asteriusvirus PBECO4 (Eschierichia-Virus PBECO4)

- Gattung Aurunvirus (eine Gattung von Cyanophagen)
  - Spezies Aurunvirus STIM5 (Synechococcus-Virus STIM5), mit Cyanophage S-TIM5 – Wirt: Parasynechococcus marenigrum WH 8102, Golf von Akaba

- Gattung Baikalvirus
  - Spezies Baikalvirus PaBG (Pseudomonas-Virus PaBG)

- Gattung Bakolyvirus
  - Spezies Bakolyvirus bakoly (Ralstonia-Virus Bakoly)
  - Spezies Bakolyvirus simangalove (Ralstonia-Virus Simangalove)

- Gattung Barbavirus (5 Spezies)
  - Spezies Barbavirus barba5S (Rheinheimera-Virus Barba5S)

- Gattung Bcepmuvirus (alias Bcepmulikevirus, Bcepmu-ähnliche Viren)
  - Spezies Bcepmuvirus bcepMu (Burkholderia-Virus BcepMu, ehem. Typus)
  - Spezies Bcepmuvirus E255, mit Burkholderia-Phage phiE255

- Gattung Becedseptimavirus
  - Spezies Becedseptimavirus BCD7 (Bacillus-Virus BCD7)

- Gattung Borockvirus (Unterscheide Unterfamilie Brockvirinae)
  - Spezies Borockvirus brock (Streptomyces-Virus BRock)

- Gattung Brigitvirus
  - Spezies Brigitvirus brigit (Faecalibacterium-Virus Brigit)

- Gattung Brunovirus
  - Spezies Brunovirus SEN34 (Salmonella-Virus SEN34)

- Gattung Busanvirus
  - Spezies Busanvirus ACP17 (Acidovorax-Virus ACP17)

- Gattung Chakrabartyvirus
  - Spezies Chakrabartyvirus pf16 (Pseudomonas-Virus pf16)

- Gattung Colneyvirus (Clostridiales-Phagen, 5 Spezies)
  - Spezies Colneyvirus CD27 (Clostridioides-Virus phiCD27, Clostridioides virus phiCD27; Clostridium virus phiCD27), mit Clostridium phage phiCD27, ΦCD27
  - Spezies Colneyvirus CD505 (Clostridioides-Virus phiCD505), mit Clostridium-Phage phiCD505
  - Spezies Colneyvirus CDKM9 (Clostridioides-Virus CDKM9), mit Clostridium-Phage CDKM9
  - Spezies Colneyvirus CDKM15 (Clostridioides-Virus CDKM15), mit Clostridium-Phage CDKM15
  - Spezies Colneyvirus MMP02 (Clostridioides-Virus phiMMP02), Clostridium phage phiMMP02

- Gattung Dibbivirus
  - Spezies Dibbivirus AAM37, mit Pantoea-Phage vB_PagM_AAM37
  - Spezies Dibbivirus DIBBI (Xanthomonas-Virus DIBBI), mit Xanthomonas-Phage vB_XveM_DIBBI
  - Spezies Dibbivirus PSKM, mit Pantoea-Phage vB_PagM_PSKM

- Gattung Donellivirus (zur Jumbo-Phagen-Untergruppe 3.2)
  - Spezies Donellivirus gee (Bacillus-Virus G), mit Bacillus-Phage G

- Gattung Elmenteitavirus
  - Spezies Elmenteitavirus ev125 (Bacillus-Virus 125), mit Bacillus-Phage vB_BboS-125

- Gattung Emdodecavirus (früher M12virus, Sinorhizobium-Phagen)
  - Spezies Emdodecavirus M7
  - Spezies Emdodecavirus M12 (Sinorhizobium-Virus M12)
  - Spezies Emdodecavirus N3

- Gattung Eneladusvirus
  - Spezies Eneladusvirus BF (Serratia-Virus BF), mit Serratia-Phage BF
  - Spezies Eneladusvirus Yen904, mit Yersinia-Phage fHe-Yen9-04

- Gattung Eponavirus
  - Spezies Eponavirus epona (Faecalibacterium-Virus Epona)

- Gattung Eurybiavirus (eine Gattung von Cyanophagen)
  - Spezies Eurybiavirus MED4213 (Prochlorococcus-Virus MED4-213), mit Prochlorococcus-Phage MED4-213 alias Cyanophage MED4-213
  - Spezies Eurybiavirus PHM1 (Prochlorococcus-Virus PHM1), mit Prochlorococcus phage P-HM1 alias Cyanophage M4-247
  - Spezies Eurybiavirus PHM2 (Prochlorococcus-Virus PHM2), mit Prochlorococcus-Phage P-HM2 alias Cyanophage M4-259

- Gattung Ficleduovirus
  - Spezies Ficleduovirus FCL2 (Flavobacterium-Virus FCL2)
  - Spezies Ficleduovirus FCV1

- Gattung Fukuivirus (eine Gattung von Cyanophagen)
  - Spezies Fukuivirus LMM01 (Microcystis-Virus Ma-LMM01 alias Microcystis-Virus LMM01), mit Microcystis-Phage LMM01 alias Cyanophage Ma-LMM01
  - Spezies Fukuivirus LMM01, mit Microcystis-Phage LMM01
  - Spezies Fukuivirus MVDC (Microcystis-Virus MVDC), mit Microcystis-Phage MaMV-DC
  - Spezies „Cyanophage MaMV-DH01“ alias „Cyanophage MaMV-DL“ – Wirt: Cyanobakterien, Fundort: Süßwassersee DongHu (East Lake), Wuhan, China

- Gattung Gofduovirus
  - Spezies Gofduovirus edno5, mit Edwardsiella-Phage Edno5
  - Spezies Gofduovirus GF2 (Edwardsiella-Virus GF2)

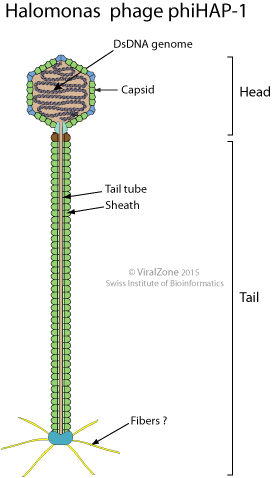
Schemazeichnung: Halomonas-Phage phiHAP-1, Gattung Hapunavirus (Querschnitt)

- Gattung Hapunavirus (früher Hapunalikevirus, Hap1likevirus) – unterscheide: Gattung Hpunavirus (Familie Peduoviridae)
  - Spezies Hapunavirus HAP1 (Halomonas-Virus HAP1), mit Halomonas-Phage phiHAP-1
  - Spezies Hapunavirus VP882 (Vibrio-Virus VP882), mit Vibrio-Phage VP882

- Gattung Heilongjiangvirus
  - Spezies Heilongjiangvirus Lb (Lactobacillus-Virus Lb)

- Gattung Ionavirus
  - Spezies Ionavirus W14 (Delftia-Virus PhiW14)

- Gattung Jimmervirus
  - Spezies Jimmervirus jimmer (Brevibacillus-Virus Jimmer)
  - Spezies Jimmervirus osiris (Brevibacillus-Virus Osiris)

- Gattung Klausavirus (früher Radnorvirus, Arv1virus; Arthrobacter-Phagen, 6 Spezies)
  - Spezies Klausavirus ArV1 (Arthrobacter-Virus ArV1)
  - Spezies Klausavirus colucci
  - Spezies Klausavirus dryang
  - Spezies Klausavirus kburrousTX
  - Spezies Klausavirus lymara
  - Spezies Klausavirus princesstrina

- Gattung Kleczkowskavirus (früher Rheph4virus)
  - Spezies Kleczkowskavirus RHEph4 (Rhizobium-Virus RHEph4)

- Gattung Kungbxnavirus
  - Spezies Kungbxnavirus pT24 (Tenacibaculum-Virus pT24), mit  Tenacibaculum-Phage pT24 – verwandt mit Tenacibaculum-Virus PTm1 (Shirahamavirus) und Sphingomonas-Phage PAU.

- Gattung Lagaffevirus
  - Spezies Lagaffevirus lagaffe (Faecalibacterium-Virus Lagaffe)

- Gattung Llyrvirus (eine Gattung von Cyanophagen)
  - Spezies Llyrvirus SSKS1 (Synechococcus-Virus SSKS1), mit Synechococcus-Phage S-SKS1 alias Cyanophage S-SKS1

- Gattung Loughboroughvirus (abgetrennt von Gattung Rosemountvirus)
  - Spezies Loughboroughvirus ZCSE2 (früher Rosemountvirus ZCSE2, Salmonella-Virus ZCSE2), mit Salmonella-Phage ZCSE2

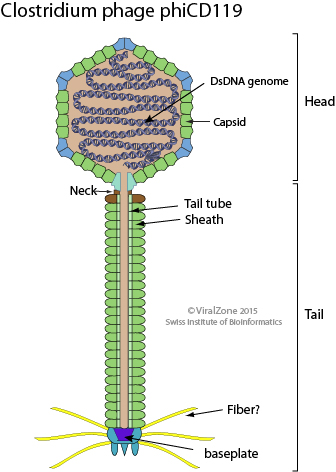
Schemazeichnung Clostridium-Phage phiCD119, Gattung Lubbockvirus. Vgl. Naesvirus und Pbunavirus dort 6/4 Schwanzfibern.

- Gattung Lubbockvirus (früher Cd119virus, Phicd119likevirus)
  - Spezies Lubbockvirus CD119 (Clostridium-Virus phiCD119), mit Clostridium-Phage phiCD119
  - Spezies Lubbockvirus CDHM19, mit Clostridium-Phage phiCDHM19

- Gattung Menderavirus (Stenotrophomonas-Viren, 4 Spezies)
  - Spezies Menderavirus mendera (Stenotrophomonas-Virus Mendera)
  - Spezies …

- Gattung Metrivirus
  - Spezies Metrivirus ME3 (Acinetobacter-Virus ME3)

- Gattung Mieseafarmvirus (früher Rslunavirus)
  - Spezies Mieseafarmvirus RSL1, mit Raalstonia-Phage ΦRSL1 (en. Ralstonia phage phiRSL1)

- Gattung Mimasvirus
  - Spezies Mimasvirus CBB (Pectinobacterium-Virus CBB), mit Pectinobbacterium-Phage vB_PcaM_CBB alias Pectobacterium phage vB_PcaM_CBB, Pectobacterium-Phage CBB und Enterobacter-Phage CBB – Jumbo-Phage mit langen „Schnurrhaaren“ (whiskers)
  - Spezies Mimasvirus GAP32

- Gattung Mohonavirus
  - Spezies Mohonavirus ICP1 mit Vibrio-Phage ICP1

- Gattung Moturavirus
  - Spezies Moturavirus motura (Achromobacter virus Motura)

- Gattung Muldoonvirus
  - Spezies Muldoonvirus muldoon (Serratia-Virus Muldoon)
  - Spezies Muldoonvirus PS2 (Serratia-Virus PS2) – nicht zu verwechseln mit „Aeromonas-Phage PS2“, Gattung Ferozepurvirus (Caudoviricetes, unbestätigt)

- Gattung Mushuvirus
  - Spezies Mushuvirus mushu (Faecalibacterium-Virus Mushu)

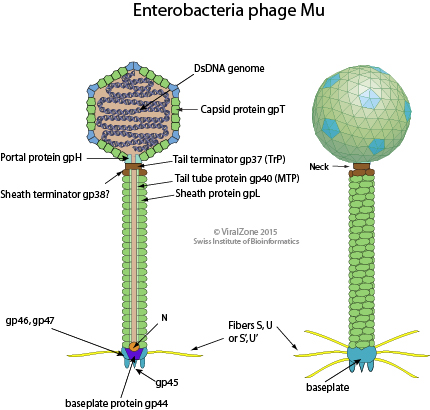
Schemazeichnung von Enterobacteria-Phage Mu, Gattung Muvirus

- Gattung Muvirus (früher Mulikevirus, Mu-like viruses, Mu-like phages, Mu-ähnliche Viren, 2 Spezies)
  - Spezies Muvirus mu (Escherichia-Virus Mu), mit Enterobacteria-Phage Mu, alias Bacteriophage Mu oder Myovirus Mu (siehe Barbara McClintock §Nobelpreis)
  - Spezies Muvirus SfMu (Shigella-Virus SfMu)

- Gattung Myoalterovirus

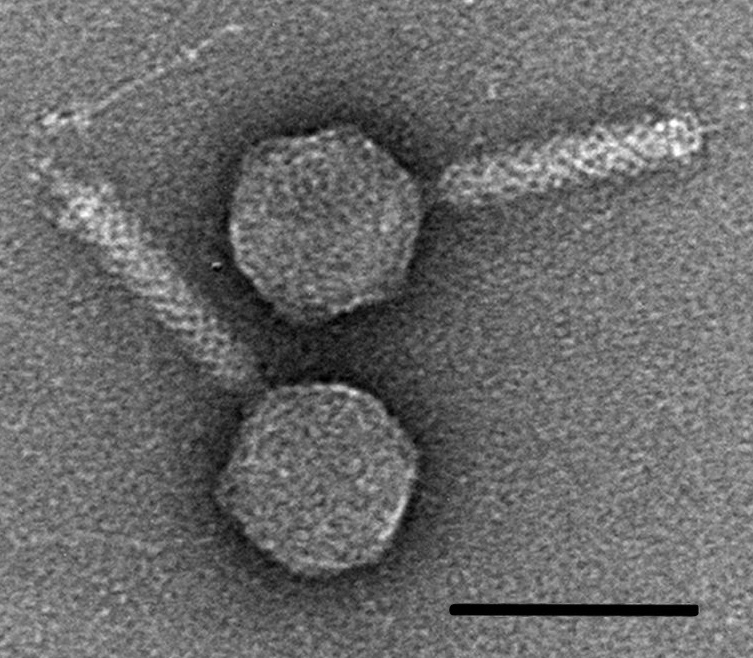
TEM-Aufnahme zweier Virionen von Alteromonas-Phage AltPT11-V22, Gattung Myoalterovirus.

  - Spezies Myoalterovirus PT11V22 (Alteromonas-Myovirus V22, Alteromonas-Virus AltPT11-V22), mit Alteromonas-Phage AltPT11-V22 alias Phage vB_AmeM_PT11-V22

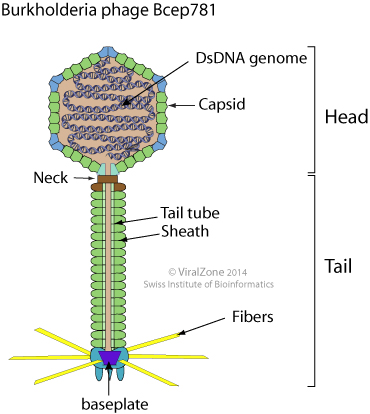
Schemazeichnung Burkholderia-Phage Bcep781, Gattung Naesvirus (Querschnitt). Vgl. Lubbockvirus, hier 6 Schwanzfibern.

- Gattung Naesvirus (früher Vidavervirus, Bcep78virus, Bcep78likevirus, Bcep78-ähnliche Viren)
  - Spezies Naesvirus bcep1 (Burkholderia-Virus Bcep1)
  - Spezies Naesvirus bcep43 (Burkholderia-Virus Bcep43)
  - Spezies Naesvirus bcep781 (Burkholderia-Virus Bcep781), mit Burkholderia-Phage Bcep781
  - Spezies Naesvirus bcepNY3 (Burkholderia-Virus BcepNY3)

- Gattung Nylescharonvirus
  - Spezies Nylescharonvirus LE3, mit Leptospira-Phage LE3
  - Spezies Nylescharonvirus LE4 (Leptospira-Virus LE3), mit Leptospira-Phage LE4

- Gattung Obolenskvirus (früher Ap22virus, Acinetobacter-Phagen, 8 Spezies)
  - Spezies Obolenskvirus AP22 (Acinetobacter-Virus AP22)
  - Spezies …

- Gattung Pemunavirus
  - Spezies Pemunavirus PM1 (Bacillus-Virus PM1)

- Gattung Phabquatrovirus
  - Spezies Phabquatrovirus PHB04 (Bordetella-Virus PHB04)

- Gattung Plaisancevirus
  - Spezies Plaisancevirus PMW (Pseudomonas-Virus PMW)

- Gattung Plateaulakevirus
  - Spezies Plateaulakevirus pv2L372D (Aeromonas-Virus 2L372D)
  - Spezies Plateaulakevirus pv2L372X
  - Spezies Plateaulakevirus pv4L372D
  - Spezies Plateaulakevirus pv4L372XY

- Gattung Polybotosvirus (zur Jumbo-Phagen-Untergrppe 2.2)
  - Spezies Polybotosvirus Atuph07 (Agrobacterium-Virus Atuph07), mit Agrobakterium-Phage Atu_ph07

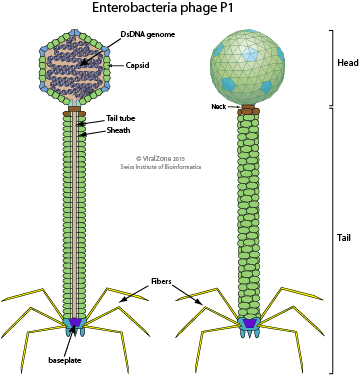
Schemazeichnung Enterobacteria-Phage P1, Gattung Punavirus (Querschnitt und Seitenansicht)

- Gattung Punavirus (früher P1virus, Punalikevirus, P1likevirus, P1-ähnliche Viren, 2 Spezies)
  - Spezies Punavirus P1 (Escherichia-Virus P1), mit Enterobacteria-Phage P1 alias P1-Phage – siehe P1 Artificial Chromosome (PAC)
  - Spezies Punavirus pv43 (Aeromonas virus 43, Aeromonas-Virus 43), mit Aeromonas-Phage 43
  - Spezies Punavirus RCS47 (Escherichia-Virus RCS47)
  - Spezies Punavirus SJ46 (Salmonella-Virus SJ46)

- Gattung Qingdaovirus
  - Spezies Qingdaovirus J21 (Pseudoalteromonas-Virus J2-1)

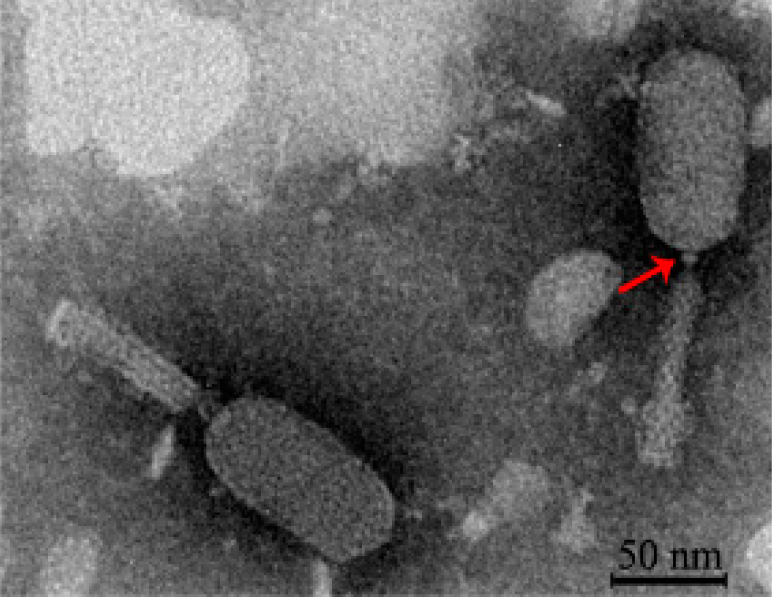
Virionen von LPSEYT, Gattung Rosemountvirus

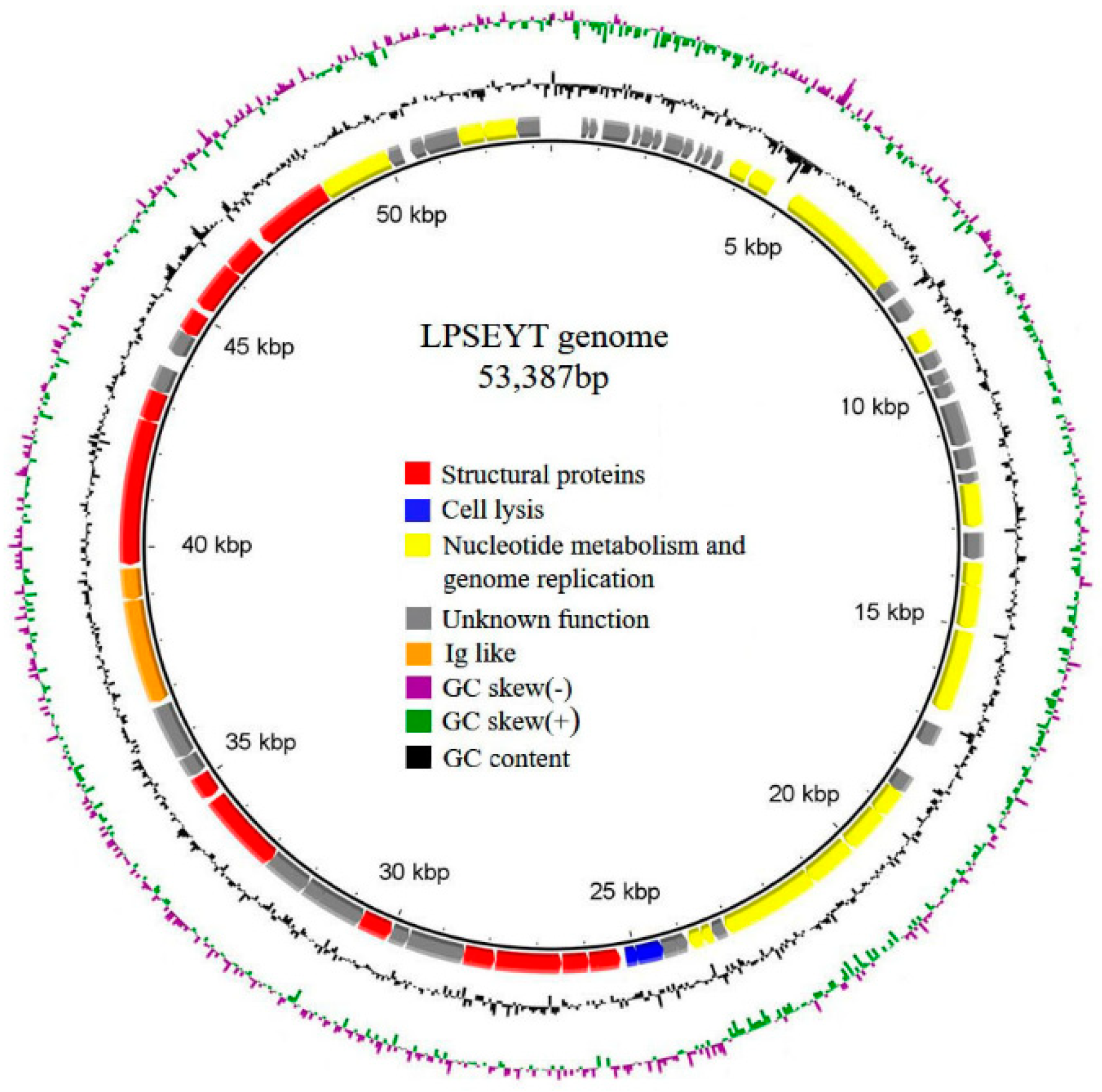
Genomkarte von LPSEYT

- Gattung Rosemountvirus (früher LPSEYTvirus)
  - Spezies Rosemountvirus birk (Salmonella-Virus birk)
  - Spezies Rosemountvirus BP63 (Salmonella-Virus BP63)
  - Spezies Rosemountvirus SE13 (Salmonella-Virus SE13)
  - Spezies Rosemountvirus UPFBP2 (Salmonella-Virus UPFBP2)
  - Spezies Rosemountvirus yarpen (Salmonella-Virus yarpen)
  - Spezies „Salmonella phage LPSEYT“ („Salmonella-Phage LPSEYT“, „Salmonella phage vB_SalM-LPSEYT“)

- Gattung Saclayvirus (Acinetobacter-Phagen)
  - Spezies Saclayvirus Aci05 (Acinetobacter-Virus Aci05)
  - Spezies Saclayvirus Aci011
  - Spezies Saclayvirus Aci022

- Gattung Saintgironsvirus
  - Spezies Saintgironsvirus LE1 (Leptospira-Virus LE1)

- Gattung Salmondvirus
  - Spezies Salmondvirus JA11 (Dickeya-Virus JA11)
  - Spezies Salmondvirus JA29, mit Dickeya-Phage vB_DsoM_JA29

- Gattung Sarumanvirus
  - Spezies Sarumanvirus bcepsaruman (Burkholderia-Virus BcepSaruman)
  - Spezies Sarumanvirus bcepsauron (Burkholderia-Virus BcepSauron)

- Gattung Sasquatchvirus
  - Spezies Sasquatchvirus Y3 (Erwinia-Virus Y3)

- Gattung Schmittlotzvirus
  - Spezies Schmittlotzvirus sv771 (Agrobacterium-Virus 7-7-1)

- Gattung Shandongvirus (6 Spezies)
  - Spezies Shandongvirus H101 (Pseudoalteromonas-Virus H101)

- Gattung Sherbrookevirus (Clostridiales-Phagen, 6 Spezies)
  - Spezies Sherbrookevirus CD506 (Clostridioides-Virus phiCD506), mit Clostridium-Phage phiCD506
  - Spezies …

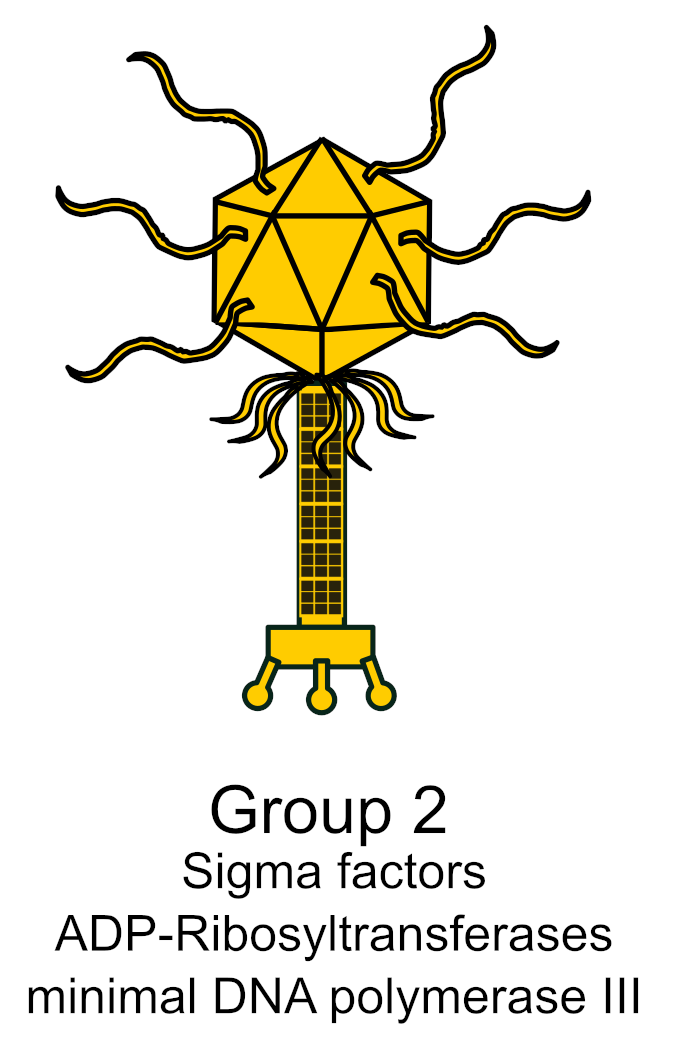
Schemazeichnung eines Jumbo-Phagen der Gruppe 2, Shirahamavirus PTm1

- Gattung Shirahamavirus (zur Jumbo-Phagen Untergruppe 2.2)
  - Spezies Shirahamavirus PTm1 (Tenacibaculum-Virus PTm1), mit Tenacibaculum-Phage PTM1 alias PTm1 und  Tenacibaculum-Phage PTm5 – verwandt mit Tenacibaculum-Virus pT24 (Kungbxnavirus) und Sphingomonas-Phage PAU

- Gattung Svunavirus
  - Spezies Svunavirus GBSV1, mit Geobacillus-Phage GBSV1
  - Spezies Svunavirus sv1 (Bacillus-Virus 1), mit Bacillus-Phage 1 (DQ840344)

- Gattung Takahashivirus
  - Spezies Takahashivirus PBS1 (Bacillus-Virus PBS1), mit Bacillus-Phage PBS1 alias Bacillus subtilis phage PBS1

- Gattung Taranisvirus
  - Spezies Taranisvirus taranis (Faecalibacterium-Virus Taranis)

- Gattung Thornevirus

- Spezies Thornevirus SP15 (Bacillus-Virus SP15), mit Bacillus-Phage SP-15

- Gattung Tijeunavirus

- Spezies Tijeunavirus TJE1 (Tetrasphaera-Virus TJE1), mit Tetrasphaera-Phage TJE1 - Wirt: Nostocoides jenkinsii (syn. Tetrasphaera jenkinsii)

- Gattung Toutatisvirus

- Spezies Toutatisvirus toutatis (Faecalibacterium-Virus Toutatis)

- Gattung Vhmlvirus
  - Spezies Vhmlvirus mar, mit Vibrio-Phage vB_VpaM_MAR
  - Spezies Vhmlvirus VHML (Vibrio-Virus VHML), mit Vibrio-Phage VHML
  - Spezies Vhmlvirus VP585, mit Vibrio-Phage VP585

- Gattung Yokohamavirus (früher Msw3virus)
  - Spezies Yokohamavirus MSW3 (Edwardsiella-Virus MSW3)
  - Spezies Yokohamavirus PEi21, mit Edwardsiella-Phage PEi21

- Gattung Yoloswagvirus
  - Spezies Yoloswagvirus yoloswag (Erwinia-Virus Yoloswag)

- Gattung Yongloolinvirus (Clostridiales-Phagen)
  - Spezies Yongloolinvirus C2 (Clostridioides-Virus phiC2), mit Clostridioides-Phage phiC2
  - Spezies Yongloolinvirus CDMH1 (Clostridioides-Virus CDMH1), mit Clostridium-Phage CDMH1
  - Spezies Yongloolinvirus MMP01, mit Clostridium-Phage phiMMP01
  - Spezies Yongloolinvirus MMP03, mit Clostridium-Phage phiMMP03

- Gattung „Cbasmlikevirus“ (vorgeschlagen)
  - Spezies „Cellulophaga-Phage phiSM“
  - Spezies „Cellulophaga-Phage phi3:1“
  - Spezies „Cellulophaga-Phage phi3ST:2“
  - Spezies „Cellulophaga-Phage phi38:2“
  - Spezies „Cellulophaga-Phage phi47:1“

- Gattung „Cyanomyovirus“ (informell, nicht zugeordnete Cyanophagen mit Myoviren-Morphologie)
  - Spezies „Synechococcus phage S-RSM2“ („Synechococcus-Phage S-RSM2“)
  - Spezies „Synechococcus phage S-BM4“ („Synechococcus-Phage S-BM4“ alias „Cyanophage S-BM4“, „Bacteriophage S-BM4“)
  - Spezies „Synechococcus phage S-WHM1“ („Synechococcus-Phage S-WHM1“ alias „Cyanophage S-WHM1“)
  - Spezies „Synechococcus phage S-RSM88“ („Synechococcus-Phage S-RSM88“ alias „Cyanophage S-RSM88“, „Bacteriophage S-RSM88“)
  - Spezies  „Anabaena phage N-1“ („Anabaena-Phage N-1“ alias „Cyanophage N1“)
  - Spezies „Cyanophage A-1(L)“ (alias „Cyanophage A-1“) – Wirt: Anabaena sp. strain PCC 7120
  - Spezies „(Trichodesmium-)Phage NCTB“ – Wirt: Trichodesmium

- Gattung „Shigella phage Sfv and relatives“ (informell, zu unterscheiden von Spezies Leporipoxvirus shope), früher Rabbit fibroma virus alias Shope fibroma virus (Chordopoxvirinae), Sulfolobus filamentous virus 1 (Tristromaviridae), Semliki Forest virus (Alphavirus semliki), …
  - Spezies „Enterobacteria-Phage SfV“ (alias „Shigella-Phage SfV“, „Shigella flexneri bacteriophage V“)<1--U82619,NC_003444-->

- ohne Gattungszuweisung

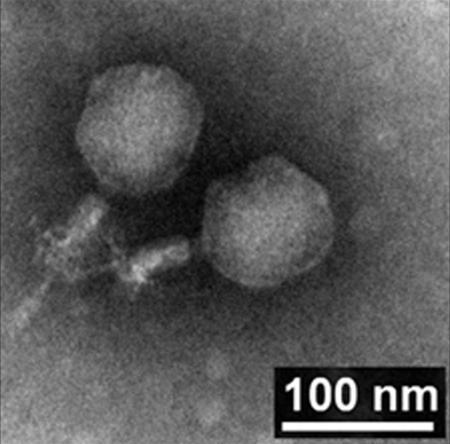
TEM-Aufnahem eines Virions des Acinetobacter-Phagen SH-Ab 15708

- Spezies „Ochrobactrum-Phage vB_OspM_OC“ (englisch  „Ochrobactrum phage vB_OspM_OC“)
- Spezies „Pseudomonas-Phage OBP“ (alias Pseudomonas fluorescens bacteriophage OBP, vorgeschlagen)
- Spezies „Sphingomonas-Phage PAU“ – verwandt mit Tenacibaculum-Virus pT24 (Kungbxnavirus) und Tenacibaculum-Virus PTm1 (Shirahamavirus), Jumbo-Phage mit einer Mopp-ähnlichen Anordnung von flexiblen Schwanzfasern
- Spezies „Bacillus-Phage PBS2“ (en. „Bacillus phage PBS2“) mit Bacteriophage PBS2.
- Spezies „Staphylococcus-Phage S6“ (en. „Staphylococcus phage S6“) mit Staphylococcus aureus Bacteriophage 15
- Spezies „Acinetobacter-Phage SH-Ab 15708“ (en. „Acinetobacter phage SH-Ab 15708“)

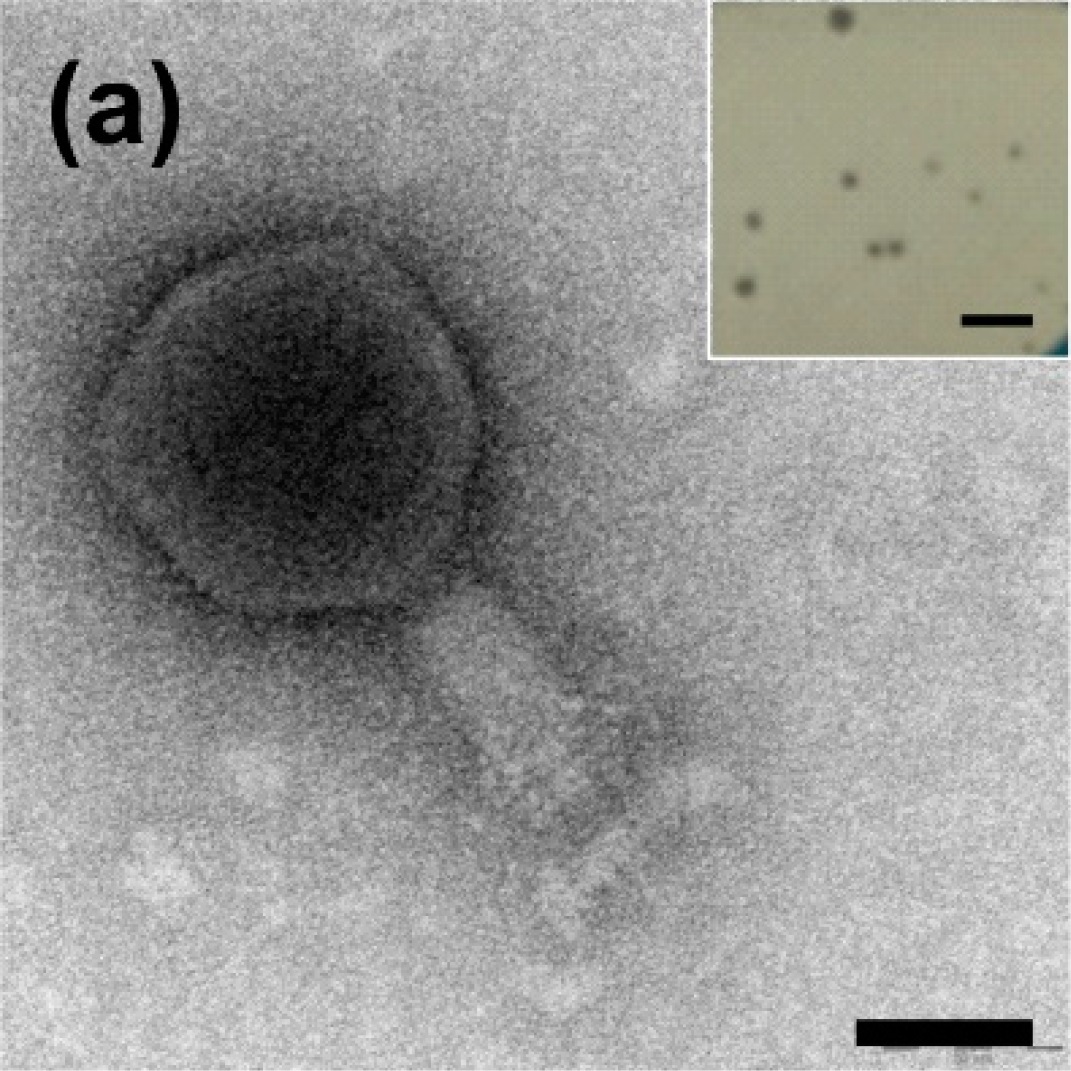
TEM-Aufnahme von vB_OspM_OC; Balken 50 nm. Inset: Phage Plaques; Balken 1 mm.

- Spezies „Shigella-Phage A1-1“ (en. „Shigella phage A1-1“)

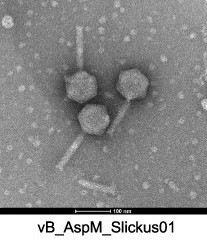
EM-Aufnahme von Virionen des Phagen Slickus

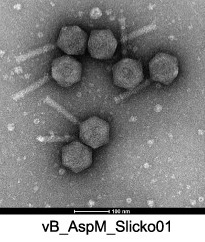
EM-Aufnahme von Virionen des Phagen Slicko

- Spezies „Alishewanella phage vB_AspM_Slickus01“ mit Phage Slickus

- Spezies „Alishewanella phage vB_AspM_Slicko01“ mit Phage Slicko
- Spezies „Vibrio phage 24“ mit Vibrio cholerae phage 24
- Spezies „Vibrio phage X29“ mit Vibrio cholerae phage X29

## Riesenphagen
Die am 3. März 2025 vom ICTV als Mitglieder der neuen Ordnung Grandevirales offiziell anerkannten Lak-Phagen wurden von Audra E. Devoto, Jillian F. Banfield et al. im Januar 2019 erstbeschrieben. Aufgrund ihrer Genomgröße von mehr als 200 kbp (Kilobasenpaaren), darunter ein Genom von 735 kbp (das bis dato größte beschriebene Phagengenom)  werden diese als ‚Riesenphagen‘ klassifiziert. Das Team hatte das Darm-Mikrobiom von Personen mit nicht-westlicher Ernährungsweise aus der Verwaltungseinheit (Upazila) Laksam in der Division Chittagong (Bangladesch) und der Hadza aus Tansania, sowie zum Vergleich auch von kenianischen Gelben Pavianen (Papio cynocephalus) und Dänischen Schweinen untersucht. Wie sich zeigt, infizierten die gefundenen Riesenphagen Darmbakterien der Gattung Prevotella. Nach den Ergebnissen sind Lak-Phagen häufige und offenbar wichtige Bestandteile des Darmmikrobioms von Menschen und Tieren.
Es wurde zudem festgestellt, dass von den Lak-Phagen das kanonische TAG-Stoppcodon (alias UAG-Stoppcodon, Uracil–Adenin–Guanin) offenbar zur Codierung der Aminosäure Glutamin (Q, Code 15) umfunktioniert wird.
Weitere Untersuchungen von Ryan Cook, Evelien M. Adriaenssens et al. (2024) führten dann zum 2025 vom ICTV bestätigten Vorschlag der neuen Ordnung, Grandevirales, die sich insbesondere durch eine Uminterpretation des UAG-Codons zwecks Codierung einer Aminosäure auszeichnet.
Zwischenzeitlich hatten Untersuchungen von Basem Al-Shayeb, Jillian F. Banfield et al. im Februar 2020 weitere Kladen von Riesenpagen identifiziert, die von dem Team mit den provisorischen Bezeichnungen „Kabirphage“,  „Mahaphage“, „Biggiephage“, „Dakhmphage“, „Kyodaiphage“, „Kaempephage“, „Jabbarphage“, „Enormephage“, „Judaphage“ und „Whopperphage“ (alles verschiedene Bezeichnungen für „groß“, „riesig“) benannt wurden.
Einige dieser neu entdeckten Riesenphagen tragen Gene für Varianten der Cas-Proteine, die in verschiedenen bakteriellen CRISPR-Systemen zu finden sind, z. B. in den Familien Cas9, Cas12, CasX und CasY.
Die Lak-Phagen erwiesen sich zudem als Teil der „Mahaphage“-Klade,
sodass eine Synonymie dieser Klade mit der inzwischen eingerichteten Ordnung Grandevirales nahe liegt.